# Daily Front Row
El Daily Front Row es una publicación de la industria de la moda, también conocida comúnmente como The Daily. Brandusa Niro es la editora en jefe. En 2011, Niro compró una participación mayoritaria en la revista, que anteriormente era propiedad de IMG.
Niro fundó The Daily en noviembre de 2002 y el primer número se lanzó para la Semana de la Moda de Nueva York en febrero del año siguiente. The Daily se distribuye todos los días durante la Semana de la Moda Mercedes-Benz en Nueva York, y narra los acontecimientos desde las primeras filas hasta detrás de escena. La revista se distribuye gratuitamente en el sitio de la Semana de la Moda. Durante el resto del año, la revista en línea se actualiza todos los días de la semana con noticias de moda, informes de fiestas, reportajes y el blog de The Daily, Chic Report. En un artículo de Vanity Fair, el amigo de Niro, Graydon Carter, editor de la revista, calificó a The Daily como «el placer más culpable de la Semana de la Moda de Nueva York».
The Daily también produce números impresos durante la Mercedes-Benz Fashion Week Swim en Miami y ha producido números para las Semanas de la Moda en Sídney, Australia; Toronto, Canadá; Moscú, Rusia; y Ciudad de México, México. Además, The Daily produce números que cubren varias ferias comerciales de moda, incluidas Coterie, WSA y Collective.
En diciembre de 2009, The Daily se separó de la moda por primera vez para producir un número especial para Art Basel Miami. En mayo de 2010, se produjeron tres números para el Festival de Cine de Tribeca.
En 2015, la revista creó los Fashion Los Angeles Awards para honrar lo mejor de la moda en Hollywood. Los homenajeados incluyeron a Carine Roitfeld en 2015 y Stephen Gan en 2017.